# Захаріас Топеліус
Захаріас (Цакаріас) Топеліус (швед. Zacharias Topelius, Zachris Topelius (Цахріс/Захріс Топеліус), 14 січня 1818, Нюкарлебю, Велике князівство Фінляндське — 12 березня 1898, Сіпоо, там само) — видатний фінляндський письменник і поет.

## Біографія
Народився 14 січня 1818 року в родині лікаря й відомого збирача народної поезії. Вже в дитинстві проявилися його художні здібності: багата уява, спостережливість, інтерес до таємничого і містичного. У віці одинадцяти років він був відправлений на навчання до школи в Улеаборг.
У 1833 році переїхав до Гельсінгфорса, де познайомився з Йоганом Людвігом Рунебергом, який стояв на чолі національно-патріотичного руху у Фінляндії 1830-х років. Гурток Рунеберга зробив сильний вплив на молодого Топеліуса, зумовивши подальший розвиток його літературної і суспільно-політичної діяльності. У 1840 Топеліус закінчив Гельсінгфорський університет, а в 1841 став головним редактором «Гельсінгфорських вістей» (швед. Helsingfors Tidningar) і займав цю посаду аж до 1860.
Його публіцистика відзначалася ліберальністю поглядів. 1845 року вийшла перша з 4 збірок віршів Топеліуса «Квіти вересу».
У 1847 році він став доктором історичних наук, ще через 7 років — професором. Однак проросійська позиція Топеліуса в період Кримської війни відштовхнула від нього радикально налаштованих фінляндців.
У 1873-1878 був ректором Гельсінгфорського університету. 1878 року залишив цю посаду, щоб цілком присвятити себе літературній праці.
Був нагороджений Шведською академією золотою медаллю за літературні заслуги у 1886 році.

## Творчість
Літературна творчість Топеліуса дуже різноманітна. Його лірика глибоко патріотична, пронизана любов'ю до батьківщини і її природи («Танення льоду на річці Улео», «Лісові пісні», «Зимова вулиця» тощо). У пізніших віршах переважають релігійні мотиви.
Крім того, Тобеліус знаменитий історичною прозою: романами, повістями та оповіданнями, у яких помітний вплив Вальтера Скотта, Віктора Гюго і данського романіста Б. С. Інгеманна. Роман «Герцогиня Фінляндська», що вийшов 1850 року, став першою спробою створення у фінляндській літературі великого національно-історичного роману. «Розповіді фельдшера» дають художній нарис про історію Фінляндії з часів Густава II Адольфа до Густава III. 1879 року вийшов роман про часи шведської королеви Христини — «Діти зірок». З драматичних творів Топеліуса широку популярність здобули трагедія «Регіна фон Еммеріц»(1853) і драма «50 років по тому» (1851), в основу яких були покладені епізоди з «Оповідок фельдшера».
У Європі Топеліус відомий насамперед як автор казок «Sagor» (1847—1852). У більш ранніх з них відчувається деяке наслідування Андерсена, але потім він знаходить свій власний оригінальний стиль.

## Українські переклади
- Казки. Переказ зі шведської Ольги Сенюк. Худ. Софії Караффи-Корбут. Київ, «Веселка», 1966. — 208 с.
  - Кнут-Дударик
  - Сіку
  - Подарунок морського царя
  - Як залізниця семимильні чоботи дістала
  - Сина з Самарбю
  - Сампо-Лопарик
  - Казка про старого гнома [Архівовано 26 листопада 2015 у Wayback Machine.]
  - Адальминина перлина
  - Казка про березу та зірку
  - Що в світі найсолодше [Архівовано 27 листопада 2015 у Wayback Machine.]
  - Принцеса Ліннагуль
  - Водяна лілея
  - Канал королевича Флоріо
  - Мурашиний замок і Мохова Борода
  - Де беруться казки

- Подарунок морського царя: фінські казки та історії. Переклад зі шведської Наталі Іваничук. Худ. Інна Шкльода. Львів, Видавництво Старого Лева, 2008. — 246 с. (Серія «Казки Старого Лева») ISBN 978-966-2909-29-6
  - Унда Марина — Морська Хвилька
  - Сікку
  - Маленький Лассе
  - Подарунок морського царя
  - Ключниця Діви Марії
  - Домовик замку Обу
  - Фортеця Єльтеборґ — Героїчна
  - Вчений хлопчина
  - Гойда-да
  - Перша казка Вальтера
  - Сампо-Малюк
  - Хробачок у ягідці-малинці
  - Туттемуй
  - Пікку Матті
  - Зіронька
  - Перлина Адальміни
  - Мурашка йде до лікаря

## Твори автора в Інтернеті
- «Зимова казка» Захаріас Топеліус [Архівовано 26 листопада 2015 у Wayback Machine.] // Переклад із шведської Наталі Забіли.
- «Казка про старого гнома» Захаріас Топеліус [Архівовано 26 листопада 2015 у Wayback Machine.] // Переклад із шведської Ольги Сенюк.
- «Що в світі найсолодше» Захаріас Топеліус [Архівовано 27 листопада 2015 у Wayback Machine.] // Переклад із шведської Ольги Сенюк.